# フィックス・ユー
「フィックス・ユー」（Fix You）は、イギリスのオルタナティヴ・ロック・バンド、コールドプレイが2005年6月にスタジオ・アルバム『X&Y』で発表した楽曲。同年9月には、『X&Y』からの第2弾シングルとしてリリースされた。
ボーカリストのクリス・マーティンがキーボードを演奏しており、マーティンはライヴでこの曲を歌う際にもキーボードの弾き語りをしている。マーティンによれば、レコーディングで使用されたキーボードは、彼の妻であるグウィネス・パルトローが彼女の父からもらったものだという。
「フィックス・ユー」は、アルバム『X&Y』のリリースに先行して、2005年5月21日放映の『サタデー・ナイト・ライブ』で披露された。

## リリース
ミュージック・ビデオは、以前に「トラブル」（2000年）を手掛けたソフィー・ミュラーが監督した。
9月にリリースされたシングルには、スタジオ・アルバム未収録曲「ザ・ワールド・ターンド・アップサイド・ダウン」がカップリング曲として収録された。日本では、9月7日に2曲入りのセキュアCDシングルとして発表された。
イギリス盤CDマキシ・シングルには、ハリウッド・ボウルで録音された「Pour Me」のライヴ音源と「フィックス・ユー」のミュージック・ビデオが追加されている。アメリカでは、ハリケーン・カトリーナの被害者を救済するためのチャリティー・シングルが9月14日にiTunesで配信され、この配信シングルでは「Pour Me」のライヴ音源に加えて、アーネム公演で録音された「フィックス・ユー」のライヴ音源も追加されている。

## 反響・評価
バンドの母国イギリスでは、2005年9月17日付の全英シングルチャートで初登場4位となり、25週連続で全英トップ100圏内にとどまった。2008年以降も断続的に全英トップ100入りして、2011年には合計14週トップ100入りしている。アメリカでは、総合チャートのBillboard Hot 100では59位に達し、『ビルボード』誌のモダン・ロック・チャートでは18位、アダルト・トップ40では24位に達した。
イギリスの音楽雑誌『NME』のレビューでは、「彼らが普段使っている、静寂と爆音のダイナミックな仕掛けと比べて、より精緻で讃美歌的であり、そして本当に魅力的だ」と評されている。

## 他メディアでの使用例
アメリカ映画『トラブル・マリッジ カレと私とデュプリーの場合』（2006年公開）のサウンドトラックで使用された。日本では、テレビ番組『SHOWBIZ COUNTDOWN』のオープニング・テーマに使用されていた時期がある。

## カヴァー

### ミュージック・マターズ・フォー・ジャパン
2011年5月、シンガポールで開催されたカンファレンス「第6回ミュージック・マターズ」において、18カ国から参加した49アーティストが、東日本大震災の被災者支援のため、「フィックス・ユー」のカヴァーをレコーディングした。このチャリティー・プロジェクトには、シンプル・プラン、ディーズ・キッズ・ウェア・クラウンズ、宮澤佑門等が参加した。
2011年6月28日には、iTunesでシングルとして配信が開始された。

### その他
- ヤング@ハート - 映画『ヤング@ハート』（2007年）の劇中で、メンバーのフレッド・ニトルを中心に歌唱された[25]。同作のサウンドトラック・アルバム『ヤング@ハート - オリジナル・サウンドトラック』（2008年）にも収録された。
- ロナン・パーク - アルバム『Ronan Parke』（2011年）に収録。
- マシュー・モリソン - 2011年10月、テレビドラマ『glee/グリー』シーズン3のエピソード「Asian F」の劇中で歌唱[26]。アルバム『Glee: The Music, Vol. 7』（2011年）にも収録された。